# Scatimus monstrosus
Scatimus monstrosus är en skalbaggsart som beskrevs av Vladimir Balthasar 1939. Scatimus monstrosus ingår i släktet Scatimus och familjen bladhorningar. Inga underarter finns listade i Catalogue of Life.